# Slag bij Artaxata
De Slag bij Artaxata was een veldslag die in 68 v.Chr. werd uitgevochten tussen het leger van de Romeinse Republiek onder leiding van Lucius Licinius Lucullus en het Armeense leger van koning Tigranes II. Deze slag markeerde het einde van de eerste fase van de oorlog.
Na de voor de Armenen desastreus verlopen slag bij Tigranocerta was het Armeense leger met zijn koning de bergen ingevlucht. Nabij de plaats Artaxata wist Lucullus opnieuw zijn tegenstander te verslaan, maar opnieuw slaagde hij er niet in om de leiders gevangen te nemen. De jarenlange oorlog van de Romeinen in Klein-Azië, en het feit dat Lucullus er niet in slaagde de vijand de definitieve slag toe te brengen, leidde tot muiterij in het Romeinse leger. De legionairs weigerden verder te trekken en bleven slechts hun post verdedigen. Lucullus werd door de Romeinse Senaat naar huis geroepen en vervangen door Pompeius Magnus.